# Литманович, Аркадий Давидович
Аркадий Давидович Литманович (5 апреля 1929, Киев — 25 июня 2017, Москва) — советский и российский химик, специалист по химическим превращениям полимеров. Заслуженный деятель науки РФ (1999).

## Биография
Провел детство в г. Шостка на Украине. Во время войны был в эвакуации в Красноярске и Переславле-Залесском, где окончил среднюю школу.
В 1951 г. окончил химический факультет МГУ им. М. В. Ломоносова по специальности «Физическая химия» и получил распределение на Новокуйбышевский нефтеперерабатывающий завод, где работал начальником отдела заводской лаборатории и дежурным инженером цеха. В 1955 г. вернулся в Москву и поступил в аспирантуру Института нефтехимического синтеза АН СССР, в котором и проработал всю жизнь.
В 1961 г. возглавил полимерную группу в лаборатории кинетики, которой заведовал известный химик проф. В. Я. Штерн. Защитил кандидатскую («Некоторые закономерности фракционирования сополимеров», 1963), а затем и докторскую диссертацию («Исследование эффекта соседних звеньев в полимераналогичных превращениях», 1973).
В 1985 г. перешел в лабораторию модификации полимеров ИНХС РАН, созданную академиком Н. А. Платэ.
С 1993 по 2015 гг. — главный научный сотрудник этой лаборатории.
Автор более 150 научных статей и трех монографий [1-3]. Подготовил 12 кандидатов наук, из которых трое впоследствии стали докторами наук. Профессор (1991), заслуженный деятель науки РФ (1999).
Похоронен на Хованском кладбище в Москве.

## Научная деятельность
Работы А. Д. Литмановича были в основном посвящены поиску закономерностей, связывающих условия проведения макромолекулярных реакций со строением и физико-химическими свойствами их продуктов — статистических сополимеров. В рамках кандидатской работы он предложил метод фракционирования, позволяющий количественно оценить композиционную неоднородность статистических сополимеров [4]. Впоследствии внес существенный вклад в исследование эффекта соседа, лежащего в основе наблюдаемого для многих полимераналогичных превращений изменения скорости реакции с конверсией, и в разработку алгоритма точного описания эволюции распределения звеньев в реагирующей макромолекуле [5]. Предложил приближенные методы, с хорошей точностью описавшие результаты экспериментов по хлорированию полиэтилена, гидролизу различных полиметакрилатов, кватернизации поливинилпиридина и иным реакциям [1-3]. Разработал теорию межцепного эффекта для полимераналогичных превращений в концентрированных полимерных системах [6] и руководил её практической апробацией [2,3]. Сформулировал общую проблему описания макромолекулярных реакций в неоднородных по составу полимерных системах, где важную роль играют диффузионные процессы [7]. Руководил исследованиями щелочного гидролиза полиакрилонитрила и предложил детальный механизм этого процесса [8]. Придумал оригинальные подходы для оценки способности статистических сополимеров к упорядочению [9] и кристаллизации. Выдвинул плодотворную идею получения мультиблок-сополимеров по реакции макромолекулярного кросс-метатезиса [10]. Лаконичный стиль научных работ А. Д. Литмановича отражал его стремление к ясному пониманию предмета.

## Избранные публикации
[1] Платэ Н. А., Литманович А. Д., Ноа О. В. Макромолекулярные реакции. — М.: Химия, 1977. — 255 с.
[2] Platé N. A., Litmanovich A. D., Noah O. V. Macromolecular Reactions. Peculiarities, Theory and Experimental Approaches. — Chichester: John Wiley & Sons Ltd, 1995. — 438 p. — ISBN 0-471-94392-4
[3] Платэ Н. А., Литманович А. Д., Кудрявцев Я. В. Макромолекулярные реакции в расплавах и смесях полимеров: теория и эксперимент. — М.: Наука, 2008. — 380 с. — ISBN 978-5-02-036671-8
[4] Топчиев А. В., Литманович А. Д., Штерн В. Я. О фракционировании сополимеров. Влияние состава на фазовые соотношения. — Доклады АН СССР. — 1962. — Т. 147. — № 6. — С. 1389—1391.
[5] Ноа О. В., Тоом А. Л., Васильев Н. Б., Литманович А. Д., Платэ Н. А. Распределение звеньев в продуктах полимераналогичных реакций. — Высокомолекулярные соединения. Сер А. — 1973. — Т. 15. — № 4. — С. 877—888.
[6] Litmanovich A. D. Change of polymer reactivity in the course of macromolecular reaction. — European Polymer Journal. — 1980. — V. 16. — № 3. — P. 269—275. — DOI 10.1016/0014-3057(80)90214-1
[7] Litmanovich A. D., Platé N. A., Kudryavtsev Y. V. Reactions in polymer blends. Interchain effects and theoretical problems. — Progress in Polymer Science. — 2002. — V. 27. — № 5. — P. 915—970. — DOI 10.1016/S0079-6700(02)00003-5
[8] Litmanovich A. D., Platé N. A. Alkaline hydrolysis of polyacrylonitrile. On the reaction mechanism. — Macromolecular Chemistry and Physics. — 2000. — V. 201. —№ 16. — P. 2176—2180. — DOI 10.1002/1521-3935(20001101)201:16<2176::AID-MACP2176>3.0.CO;2-5
[9] Litmanovich A. D., Kudryavtsev Y. V., Kriksin Yu. A., Kononenko O. A. Ordering in stretched bernoullian copolymers. — Macromolecular Theory and Simulations. — 2003. — V. 12. — № 1. — P. 11-16. — DOI 10.1002/mats.200390001
[10] Gringolts M. L., Denisova Yu. I., Shandryuk G. A., Krentsel L. B., Litmanovich A. D., Finkelshtein E. Sh., Kudryavtsev Y. V. Synthesis of norbornene — cyclooctene copolymers by the cross-metathesis of polynorbornene with polyoctenamer. — RSC Advances. — 2015. V. 5. — № 1. — P. 316—319. — DOI 10.1039/C4RA12001A

## Семья
Супруга — Ирэна Викторовна Пацевич (1928—2019), дети — Андрей Литманович (род. 1952) и Екатерина Литманович (род. 1962), химики.